# ドリス・ブラン
ドリス・ブラン（ドイツ語: Doris Blanc、1926年11月7日 - 2010年）は、スイス出身のフィギュアスケート選手（女子シングル）。1948年サンモリッツオオリンピックスイス代表。

## 主な戦績
| 大会/年      | 1947-48 |
| ------------ | ------- |
| オリンピック | 25      |